# 西滝沢村
西滝沢村（にしたきざわむら）は秋田県由利郡にあった村。現在の由利本荘市中部、由利高原鉄道鳥海山ろく線西滝沢駅周辺および子吉川対岸の北西一帯にあたる。

## 地理
- 山：名高山
- 河川：子吉川

## 歴史
- 1889年（明治22年）4月1日 - 町村制の施行により、川西村、森子村、吉沢村、新上条村、山本村、土倉村、蟹沢村の区域をもって発足。
- 1955年（昭和30年）3月1日 - 東滝沢村・鮎川村と合併して由利村が発足。同日西滝沢村廃止。

## 交通

### 鉄道路線
- 日本国有鉄道
  - 矢島線（現・由利高原鉄道鳥海山ろく線）
    - 西滝沢駅

現在は旧村域に吉沢駅が所在するが、当時は未開業。

### 道路
- 矢島街道（現・国道108号）